# Piet du Toit
Pour les articles homonymes, voir Du Toit.

a Compétitions nationales et continentales officielles uniquement.

b Matchs officiels uniquement.
Pieter Stephanus du Toit dit Piet du Toit, né le 9 octobre 1935 à Petrusville et décédé le 26 février 1996 à Hermanus, est un joueur de rugby international sud-africain. Il évolue au poste de pilier.

## Biographie
Piet du Toit dispute son premier test match le 26 juillet 1958 contre les Français dans une série historique pour les Bleus. Il est ensuite choisi pour disputer une série de quatre matchs contre les All Blacks qui est remportée par les Springboks avec deux victoires, un match nul et une défaite. En 1960-1961 il est sélectionné à cinq reprises avec les Springboks, qui font une tournée en Europe. Il l'emporte sur le pays de Galles 3-0. Il participe ensuite à la victoire contre l'Irlande 8-3 puis à celle sur l'Angleterre 5-0 et enfin l'Écosse 12-5. Le 18 février 1961 les Sud-africains concèdent le match nul à Paris 0-0. Piet du Toit participe ensuite à trois victoires sur les Irlandais et Australiens en 1961 achevant par cette série sa carrière internationale. Il passe toute sa carrière au sein de la province de Boland, aujourd'hui connue sous le nom de Cavaliers.
Il est le grand-père de l'international sud-africain Pieter-Steph du Toit.

## Statistiques en équipe nationale
- 14 sélections
- Sélections par saison : 2 en 1958, 6 en 1960, 6 en 1961.